# 林明日香
林明日香（1989年5月28日—），日本女歌手，於大阪府大阪市出生，以前所屬公司為東芝EMI的Virgin Music，後轉移至BBMC。
2003年1月22日，林明日香推出首張單曲唱片「ake-kaze」，並在此時正式出道。同年5月21日推出首張專輯。
2004年3月，林明日香因為歌曲「ake-kaze」而獲得第18回日本金唱片大賞最佳新進藝人獎。
2005年5月，林明日香組成了樂隊Belovelover，然而至今仍然未有唱片以此名義推出。
2008年5月，於個人部落格宣布將赴台灣進行為期一年的語言留學。隨後來到台灣師範大學國語中心學習中文。
2012年8月，透過共同朋友認識綜合格鬥家石井慧，兩人於2013年1月開始交往。
2013年7月，與石井慧結婚，2015年生下一子。之後由於石井慧忙於格鬥練習與比賽，兩人的婚姻生活漸行漸遠，兩人於2016年8月離婚。

## 作品

### 單曲
1. ake-kaze（明日風）（2003年1月22日）※樂聲牌IH電飯煲廣告歌
2. （2003年3月19日）※TBS音樂節目「COUNT DOWN TV」片頭曲
3. （小小的我／我願做一隻小燕）（2003年7月9日）※寶可夢電影《七夜的許願星基拉祈》主題曲
4. （2003年11月19日）※日本電視台節目（Down Town DX）片尾曲
5. （2004年3月3日）※樂聲牌IH電飯煲廣告歌
6. （2004年6月30日）※電影「機關車先生（日语：機関車先生）」主題歌
7. （2004年10月14日）※寶塚歌劇團90週年特別企劃
8. （2005年3月2日推出500張限定版，5月25日一般發行）※戰後60年紀念劇場版動畫主題曲
9. （2005年11月9日）※朝日電視台劇集片尾曲
10. （2007年3月21日）

### 專輯
1. （2003年5月21日）
2. （2004年7月18日）
3. （2005年3月2日）
4. （2005年12月14日）

### DVD單曲
1. （2003年7月9日）※另附有CD收錄1曲

## 連結
- 林明日香官方網頁 （页面存档备份，存于）
- 林明日香個人部落格 （页面存档备份，存于）